# Dichaetomyia nigriventris
Dichaetomyia nigriventris är en tvåvingeart som först beskrevs av Stein 1920.  Dichaetomyia nigriventris ingår i släktet Dichaetomyia och familjen husflugor. Inga underarter finns listade i Catalogue of Life.